# Ksar Sghir
Ksar Sghir (franska: Ksar Sghir (CR), Ksar Sghir (Commune Rurale), arabiska: البحراويين) är en kommun i Marocko.   Den ligger i provinsen Fahs-Anjra och regionen Tanger-Tétouan-Al Hoceïma, i den norra delen av landet, 230 km nordost om huvudstaden Rabat. Antalet invånare är 10 995.